# Wuffa af East Anglia
Wuffa (eller Uffa, oldengelsk: Ƿuffa) var ifølge den angelsaksiske genealogi en tidlig konge over Kongeriget East Anglia. Hvis han han faktisk eksisterede har han haft sin regeringstid i 500-tallet.
Ifølge traditionen var Wuffa søn af Wehha og far til Tytila, men det er usikkert, om Wuffa virkeligt er en historisk person. Navnet Wuffa var et eponym for Wuffingas-dynastiet, den herskende kongefamilie i East Anglia indtil 749.
Beda betragtede Wuffa som den første konge af East Anglia, mens forfatteren af Historia Brittonum, der blev skrevet omkring et århundrede senere, angiver Wehha som den første hersker.